# یواس‌اس ناکارنا (وای‌تی‌ام-۳۹۳)
یواس‌اس ناکارنا (وای‌تی‌ام-۳۹۳) (به انگلیسی: USS Nakarna (YTM-393)) یک کشتی بود که طول آن ۱۰۰ فوت (۳۰ متر) بود. این کشتی در سال ۱۹۴۴ ساخته شد.